# Эш-Шуайба (порт)
Эш-Шуайба (араб. ميناء الشعيبة‎) — морской порт на юге Кувейта, на побережье Персидского залива. Один из основных портов Кувейта. Находится в одноимённом портовом городе в провинции Эль-Ахмади, в 45 километрах к югу от столицы Эль-Кувейта, рядом с главным нефтяным портом страны Мина-эль-Ахмади. В порту располагается одно из представительств командования морских перевозок тылового обеспечения ВМС США.
Эш-Шуайба выполняет функцию нефтеналивного специализированного порта.